# Пыдрангу
Пы́дрангу (эст. Põdrangu) — деревня в волости Тапа уезда Ляэне-Вирумаа, Эстония. 
До административной реформы местных самоуправлений Эстонии 2017 года входила в состав волости Тамсалу.

## География и описание
Расположена в 24 километрах к юго-западу от уездного центра — города Раквере — и в 16 километрах к юго-востоку от волостного центра — города Тапа. Высота над уровнем моря — 120 метров.
Климат умеренный. Официальный язык — эстонский. Почтовый индекс — 46022.

## Население
По данным переписи населения 2021 года, в Пыдрангу насчитывалось 60 жителей, из них 53 (88,3 %) — эстонцы.
По данным переписи населения 2011 года, в деревне проживали 74 человека, из них 73 (98,6 %) — эстонцы.
Численность населения деревни Пыдрангу по данным Регистра народонаселения:
| Год  | 2000 | 2005 | 2007 | 2008 | 2009 | 2010 | 2011 | 2012 | 2014 | 2015 | 2016 | 2018 |
| ---- | ---- | ---- | ---- | ---- | ---- | ---- | ---- | ---- | ---- | ---- | ---- | ---- |
| Чел. | 113  | ↘ 84 | ↘ 81 | ↗ 82 | ↘ 80 | ↘ 79 | ↘ 76 | ↗ 80 | ↘ 69 | ↘ 63 | ↗ 67 | ↘ 61 |

Численности населения деревни Пыдрангу по данным Департамента статистики: 
| Год  | 2000 | 2011 | 2017 | 2018 | 2019 | 2020 | 2021 |
| ---- | ---- | ---- | ---- | ---- | ---- | ---- | ---- |
| Чел. | 111  | ↘ 74 | ↘ 60 | ↗ 61 | → 61 | ↘ 60 | → 60 |

## История
Первые письменные упоминания о деревне Пыдрангу относятся к 1536 году (Poddernysse). В 1540 году деревня упоминалась под названием Podernas. В 1583 году упоминается мыза Pöddernis. На военно-топографических картах Российской империи (1846–1863 годы), в состав которой входила Эстляндская губерния, мыза обозначена как мз. Педдрангъ.
В 1920-х годах на землях отчуждённой мызы Пыдрангу было основано поселение Пыдрангу, рядом с которым несколько позже возникло селение в центре бывшей мызы. В 1977 году их объединили в одну административную единицу — деревню Пыдрангу.

## Происхождение топонима
Пыдэр : Пыдра (эст. Põder : Põdra, в переводе с эстонского — «Лось») — личное имя. Языковед Лаури Кеттунен считал, что название произошло от слова Põdra в падеже инессив: Põdra-na.